# 白戸達也
白戸 達也（しらと たつや、1992年10月11日 - ）は、日本の俳優。埼玉県所沢市出身。アノレを経てホリプロ・ブッキング・エージェンシー所属。身長181cm。

## 人物・来歴
- 特技は、英語(英検1級、長期留学経験有)、バレーボール、水泳、テニス、野球。[1]
- 北辰一刀流初段。[2]

## 出演

### 映画
- 14の夜（2016年12月24日、SPOTTED PRODUCTIONS）
- チェリーボーイズ（2018年2月17日、東映ビデオ / マイケルギオン）
- 左様なら（2018年9月6日、SPOTTED PRODUCTIONS）
- 永遠が通り過ぎていく（2019年12月20日、MOOSIC LAB 2019特別招待作品
- ファンシー（2020年2月7日）
- 人数の町（2020年9月4日、キノフィルムズ）
- ミッドウェイ（全米では2019年11月8日公開、日本では2020年9月11日公開・アメリカ）
- 騙し絵の牙（2021年3月26日、松竹）
- MINAMATA-ミナマタ-（2021年・アメリカ）
- 映画 おいハンサム!!（2024年6月21日、東宝）
- ショウタイムセブン（2025年2月7日）

### テレビドラマ
- フランケンシュタインの恋（2017年4月23日 - 6月25日、日本テレビ）
- 平成物語 SEASON 1（2018年3月24日・31日、フジテレビ）
- 正義のセ（2018年4月11日 - 6月13日、日本テレビ）
- モンテ・クリスト伯 -華麗なる復讐-（2018年4月19日 - 6月14日、フジテレビ）
- GIVER 復讐の贈与者 （2018年7月14日 - 9月29日、テレビ東京）
- 大河ドラマ 青天を衝け（2021年、NHK）
- アイのない恋人たち（2024年1月21日 -　3月17日、テレビ朝日）
- 団地のふたり(2024年9月1日- NHK BSプレミアム 4K／NHK BS)
- ジョフウ 〜女性に××××って必要ですか?〜（2025年4月2日 - 6月4日、テレビ東京） - ユタカ 役[3]

### 配信ドラマ
- 火花（2016年6月3日、Netflix）
- モブサイコ100（2018年1月19日 - 4月6日、テレビ東京）
- ガンニバル（2022年12月28日、Disney+ Star）- 菊田役
- トークサバイバー(2024年、Netflix)
- 情事と事情(2024年、Lemino)
- ガンニバル シーズン2（2025年3月19日、Disney+ Star）- 菊田役

### CM 、広告
- ピュアナチュラル（2019年）
- Wican（2020年、2024年）[4]
- ローラメルシエ「Petit Collection Story」（2021年）
- ディズニープラス（2021年）
- Udemy Japan（2021年）
- ロシュ・ダイアグノスティックス「さいしょに病気とたたかう薬は検査薬だ」篇（2022年）
- ニベア「ずっとまもりたい」篇（2023年）
- フジ医療機マッサージチェア（2024年）
- アフラック（2024年）
- SUZUKI ジムニー（2024年）

### 舞台
- BURAI-Standing All Alone-（2014年4月25日-5月11日、THEATER THEATRE Los Angeles）
- 雨ウツ音ナリツヅ9日々（2016年3月16日-3月20日、笹塚ファクトリー）